# Edvard Vimper
Edvard Vimper (engl. Edward Whymper) (27. april 1840. London, Ujedinjeno Kraljevstvo – 16. septembar 1911. Šamoni Mon Blan, Francuska) je bio engleski ilustrator, istraživač i alpinista, najpoznatiji po prvom usponu na Materhorna 1865. godine. Pored toga, bio je jedan od pionira alpinizma u Alpima, gde je se prvi popeo na veliki broj vrhova i doprineo ubrzanom istraživanju Alpa.
Edvard Vimper je rođen u Londonu 27. aprila 1840. od oca Josiah Wood Whymper i majke Elizabeth Claridge, bio je drugo od jednaestero dece.

## Materhorn
Pri osvajanju Materhorna nakon nekoliko neuspešnih pokušaja, Vimper je izabrao maršrutu koju su stanovnici Alpa smatrali nemogućom - istočni greben, koji počinje od jezera Švarcze i koji se smatrao najmanje mogućim među potencijalnim smerovima. Pošto ranije nije uspevao da izabere dobar smer, Vimper je smatrao da je normalno da pokuša da osvoji vrh i sa istočne strane. On je 14. jula 1865. postao prvi čovek koji je osvojio Materhorn - vrh koji se do tada smatrao neosvojivim. U povratku su četvorica od sedmorice članova ekipe pala sa stene u provaliju. Vimper i dvojica njegovih kolega ostali su nepovređeni.

## Istraživanje Grenlanda i Anda
Vimper je 1865. je počeo da traži test njegovih sposobnosti u pronalaženju puta u ekspediciji na Grenland 1871.
Ekspedicija na Grenlandu je doprinela pronalazku kolekcija fosila koje se sada nalaze u Britanskom muzeju.
Njegova sledeća avantura bilo je uspinjanje na Čimboraso - jedan od najvećih vrhova u Andima, koji se nalazi u Ekvadoru. On je 1880. postao prvi alpinista koji je uspeo da osvoji ovaj vrh viši od 6000 m. Vimper je svojim doživljajima napisao mnošto knjiga u kojima se bavio problemom održavanja ljudskog organizma na velikim visinama i vrlo niskim temperaturama. Njegove knjige bile su vrlo korisne za organizovanje arktičkih i visinskih ekspedicija. Vimper je doprineo i stvaranju tzv. aneroidnog barometra - sprave koja se koristi za merenje atmosferskog pritiska na velikim visinama.